# 霍斯特·弗洛特
霍斯特·弗洛特（德語：Horst Floth，1934年7月24日—2005年10月6日），德国前男子雪车运动员。他曾代表西德参加1968年和1972年冬季奥林匹克运动会雪车比赛，获得二枚银牌，均来自男子双人项目。